# Agriopleura
Agriopleura je rod rudista koji pripada porodici Radiolitidae.

## Rasprostranjenost
Ostatci roda Agriopleura pronađeni su u: Alžiru, Egipatu, Francuskoj, Grčkoj, Hrvatskoj, Kubi, Mađarskoj, Njemačkoj, Omanu i Španjolskoj. U Hrvatskoj su ostatci ovog roda pronađeni u Tounju.

## Taksonomija
Rodu Agriopleura pripadaju sljedeće vrste:
- Agriopleura blumenbachi Studer, 1834.
- Agriopleura carinata Matheron, 1878.
- Agriopleura libanica Astre, 1930.
- Agriopleura marticensis d'Orbigny, 1847.
- Agriopleura sequana Masse & Fenerci-Masse, 2014.